# Condado de la Vega del Sella
El condado de la Vega del Sella es un título nobiliario español creado por Felipe IV en favor de Fernando Duque de Estrada y Eguino, señor de señor de Eguino y Mallea, y de Arteaga-Echea, perteneciente a la casa nobiliar cántabro-asturiana que tiene sus inicios en la familia de Estrada, regidores del castillo de Llanes en el siglo XI.

## Inicios
La familia señorial de Estrada se originó en la localidad del mismo nombre en las cercanías de Val de San Vicente en la desaparecida provincia de Asturias de Santillana, que se une en el siglo XV con los Duque de origen montañés, así nace la casa Duque de Estrada, pues desde hace más de 400 años ha llevado el mismo apellido.
El 9 de noviembre de 1647, el primer conde, Fernando Duque de Estrada y Eguino (1628-1650), casó con Mariana Luisa de Isasi y Guevara (1618-1647), hija mayor de Juan López de Isasi e Idiáguez, i conde de Pie de Concha. Al no tener hijos varones y, para recompensar sus servicios, Felipe IV le concedió a su yerno, marido de su hija menor, el condado de Vega del Sella en fecha de 31 de diciembre de 1647.
Una de sus residencias era el Palacio del Conde de la Vega del Sella, cerca de Llanes en Asturias.
Hoy la casa noble de Duque de Estrada también posee los títulos de marqués de Canillejas y grande de España.

## Miembros

### Condes de la Vega del Sella
- Fernando Duque de Estrada (1628-1650), I conde de la Vega del Sella;
- Pedro Fernando Duque de Estrada y Eguino (1629-1667), II conde, hermano del anterior;
- Fernando Duque de Estrada y Miranda (1657-1739), III conde, hijo del anterior y de Juana María de Miranda y Pardo;
- Pedro Duque de Estrada y Valladares (1705-1765), IV conde, hijo del anterior y de Ana Bernarda de Lemus y Valladares;
- Manuel Duque de Estrada y Atorrasagasti (1741-1812), V conde, sobrino del anterior y hijo de José Ignacio Duque de Estrada y Barreda;
- Manuel Duque de Estrada y Larreta (1803-1860), VI conde, hijo del anterior y de Casilda Manuela de Larreta-Acelain y Aguirre-Burualde;[3]
- Ricardo Benigno Duque de Estrada y Bustamante (1841-1876), VII conde, hijo del anterior y de Josefa Bustamante y Campaner;
- Ricardo Duque de Estrada y Martínez de Morentín (1870-1940), VIII conde, historiador y arqueólogo, hijo del anterior y Francisca Martínez de Morentín y Galarza;
- Ricardo Duque de Estrada y Tejada (n. 1935), IX conde, VIII marqués de Canillejas, nieto del anterior;
- Ricardo Duque de Estrada y Herrero (n. 1965), X conde actual, hijo del anterior.[4]

### Casa Duque de Estrada
(selección)
- Diego Duque de Estrada, escritor y aventurero;
- Caballero Juan Duque de Estrada, embajador de los Reyes Católicos ante Papa Inocencio VII;
- Monseñor Arturo Duque y Villegas, arzobispo de Manizales;
- Ángela María Téllez-Girón y Duque de Estrada, XVI duquesa de Osuna;
- Luis Gómez-Acebo y Duque de Estrada, IX vizconde de La Torre.